# Chrysoesthia drurella
Espèce
Chrysoesthia drurella est une espèce de petits lépidoptères (papillons) de la famille des Gelechiidae.
Il vit en Europe.
Il a une envergure de 7 à 9 mm. Il vole de mai à septembre selon les endroits sur deux générations.
Sa larve se nourrit sur les chénopodes et les Atriplex.